# Partito Pensionati
De Partito Pensionati (Nederlands: Gepensioneerdenpartij) is een Italiaanse politieke partij die in 1987 werd opgericht en opkomt voor de rechten van de gepensioneerden. De partij staat onder leiding van Carlo Fatuzzo.
Het belangrijkste programmapunt van de partij is het veiligstellen van het pensioen voor Italianen. De partij wil ook financiële steun geven aan families die oudere familieleden die meer zelfvoorzienend zijn.
Bij de Europese verkiezingen van 2004 behaalde de partij 1,1% van de stemmen en voorzitter Carlo Fatuzzo werd in het Europees Parlement gekozen. Op Europees niveau maakt de Partito Pensionati deel uit van de christendemocratische Europese Volkspartij. Op 4 februari 2006 sloot de partij zich aan bij De Unie van Romano Prodi.